# 拉斯卡奥巴斯区
拉斯卡奥巴斯区（法語：Lascahobas，發音：[laskaɔbas]）是海地中央省的區，位於該國東部，面積623.2平方公里，海拔高度298米，2015年人口168,685，人口密度每平方公里270.7人。